# Hakiulus texensis
Hakiulus texensis är en mångfotingart som beskrevs av Ottis Robert Causey 1952. Hakiulus texensis ingår i släktet Hakiulus och familjen Parajulidae. Inga underarter finns listade i Catalogue of Life.